# 云南府站
昆明南站（原名云南府站、昆明站）是云南省昆明市官渡区境内一座废弃的铁路车站，原为滇越铁路的终点站（滇越铁路拆分后成为昆河铁路起点站）。车站始建于1909年，于1910年4月1日随滇越铁路一起投入使用，时称云南府站，是为滇越铁路北部终点，也是滇越铁路云南段唯一的一等站:40，车站里程K464+199.5。1922年，因云南省首府由云南府改称昆明，故云南府站易名昆明站。1958年，时昆明站再度易名昆明南站，并改为昆河铁路起点。1979年1月，车站撤销。

## 现状
车站停用后，站房建筑交由昆铁机关使用，并在后续改扩建中陆续拆除。仅剩南车房（原用作铁路礼堂）一面墙壁保留至今，并在2003年被认定为区级文物保护单位滇越铁路昆明站南车房遗址。

## 周边
- 昆明地铁环城南路站
- 昆明地铁塘子巷站